# Хаїмре
Хаїмре (ест. Haimre) — село у волості Мяр'ямаа, повіту Рапламаа.
| Естонія | Це незавершена стаття з географії Естонії. Ви можете допомогти проєкту, виправивши або дописавши її. |